# Árni Þórarinsson
Árni Þórarinsson, född 1 augusti 1950 i Reykjavík, är en isländsk författare. 
Árni tog filosofie kandidatexamen 1973 vid University of East Anglia i Norwich, England. Han inledde sin karriär som journalist och har arbetat på tidningar (Morgunblaðið), radio och television. 1989 medverkade han på Reykjaviks filmfestival. Hans första roman Nóttin hefur þúsund augu kom ut samma år och var en kriminalroman. Han har skrivit flera andra kriminalromaner och flera av dessa kan bli film. 2004 tilldelades han det isländska journalistpriset för sin reportageserie om landets president Ólafur Ragnar Grímsson.